# Eghegnut (Lorri)
Pour l’article homonyme, voir Eghegnut (Armavir).
Eghegnut ou Yeghegnut (en arménien Եղեգնուտ ) est une communauté rurale du marz de Lorri en Arménie. En 2008, elle compte 872 habitants.